# IMSI
IMSI és l'acrònim de International Mobile Subscriber Identity (Identitat Internacional de l'Abonat a un Mòbil). És un codi d'identificació únic per a cada dispositiu de telefonia mòbil, integrat en la targeta SIM, que permet la seva identificació a través de les xarxes GSM i UMTS.

## Característiques
El codi IMSI, d'acord amb l'estàndard ITU I.212, (També es troba especificat en la norma 3GPP TS 23.003) i està format per:
- MCC: Codi del país (3 dígits) 716
- MNC: Codi de la xarxa mòbil (2 o 3 dígits) 06
- MSIN: Nombre de 9 o 10 dígits com a màxim que conté la identificació de l'estació mòbil (MS o Mobile Station).52952503786

El nombre màxim de dígits del IMSI és de 15.
La traducció del MSISDN (número de telèfon mòbil) a l'IMSI es realitza en el HLR.

## Exemple
IMSI: 7160652952503786
| MCC  | 716         | USA         |
| MNC  | 06          | Metro PCS   |
| MSIN | 52952503786 | 52952503786 |

## Reference's
1. ↑  3GPP specification 23.003 Release 14.3.0 (2017-03), 2.2 "Composition of IMSI"
2. ↑  www.3gpp.org